# Али-эль-Гарби
Али-эль-Гарби (араб. علي الغربي‎) — город на юго-востоке Ирака, расположенный на территории мухафазы Майсан. Административный центр одноимённого округа.

## Географическое положение
Город находится в северной части мухафазы, на обоих берегах реки Тигр, на высоте 11 метров над уровнем моря.

Али-эль-Гарби расположен на расстоянии приблизительно 78 километров к северо-западу от Эль-Амары, административного центра провинции и на расстоянии 222 километров к востоку-юго-востоку (ESE) от Багдада, столицы страны.

## Население
По данным последней официальной переписи 1965 года, население составляло 5 706 человек.
Динамика численности населения города по годам:
| 1965  | 2012   |
| ----- | ------ |
| 5 706 | 12 334 |